# Pterocarya rhoifolia
Japansk vingnöt (Pterocarya rhoifolia) är en valnötsväxtart som beskrevs av Siebold och Zucc. Pterocarya rhoifolia ingår i släktet vingnötter och familjen valnötsväxter. Inga underarter finns listade i Catalogue of Life.
Pterocarya rhoifolia kan nå en höjd av 30 meter.
Arten förekommer i Japan på öarna Kyushu, Shikoku och Honshu samt i södra delen av Hokkaido. Den växer i kulliga områden och i bergstrakter mellan 600 och 1600 meter över havet. I äldre avhandlingar finns uppgiften att Pterocarya rhoifolia även förekommer i östra delen av provinsen Shandong i Kina men uppgiften bekräftades aldrig. Trädet hittas vid kanten av vattendrag.
Arten används som prydnadsväxt i parker. Förändringar av ursprungliga strandlinjer vid vattendragen kan hota lokala beståndet. Allmänt är Pterocarya rhoifolia vanligt förekommande. IUCN listar arten som livskraftig (LC).

## Bilder

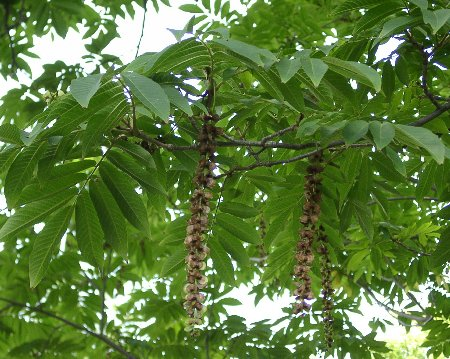
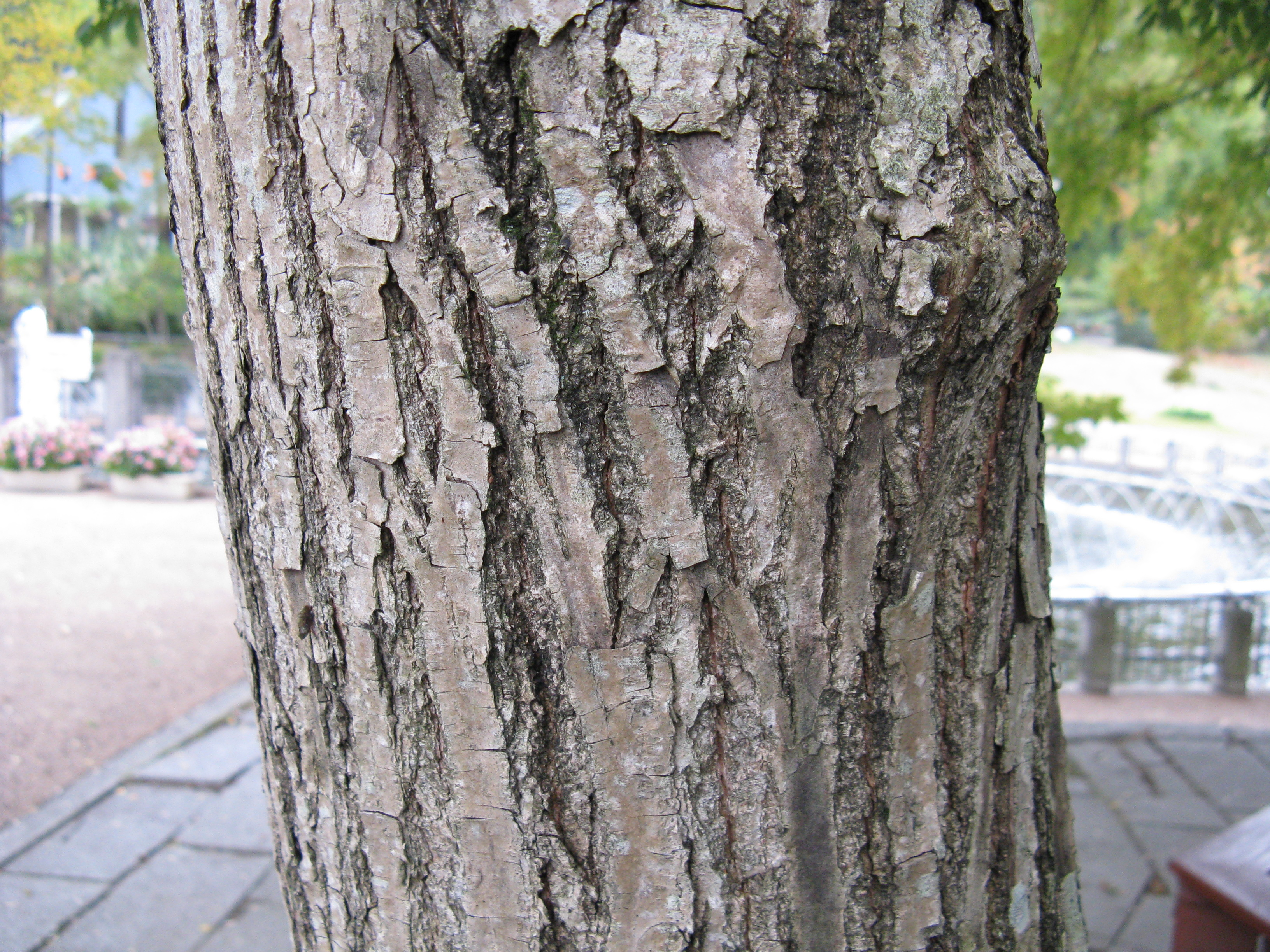
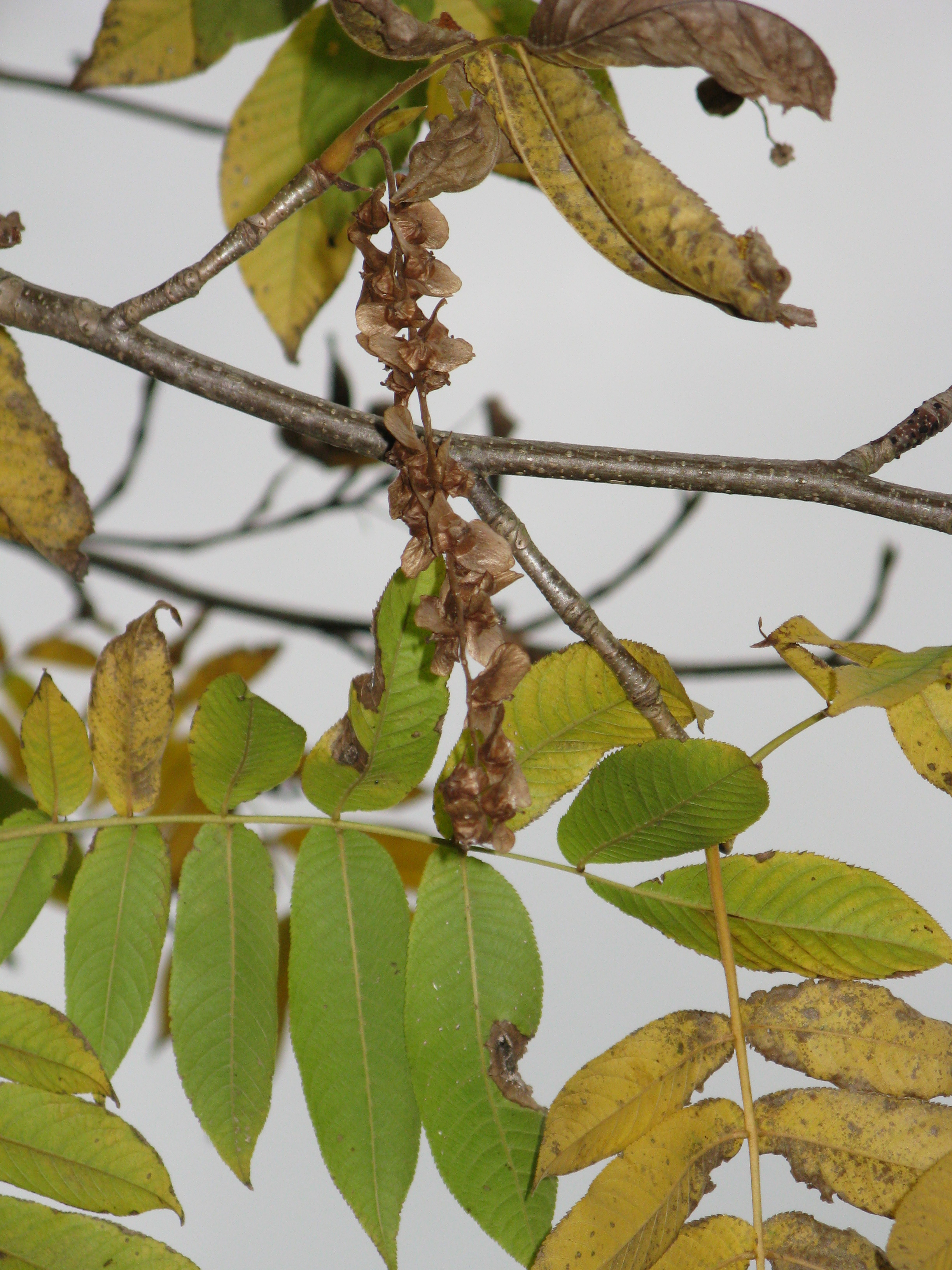
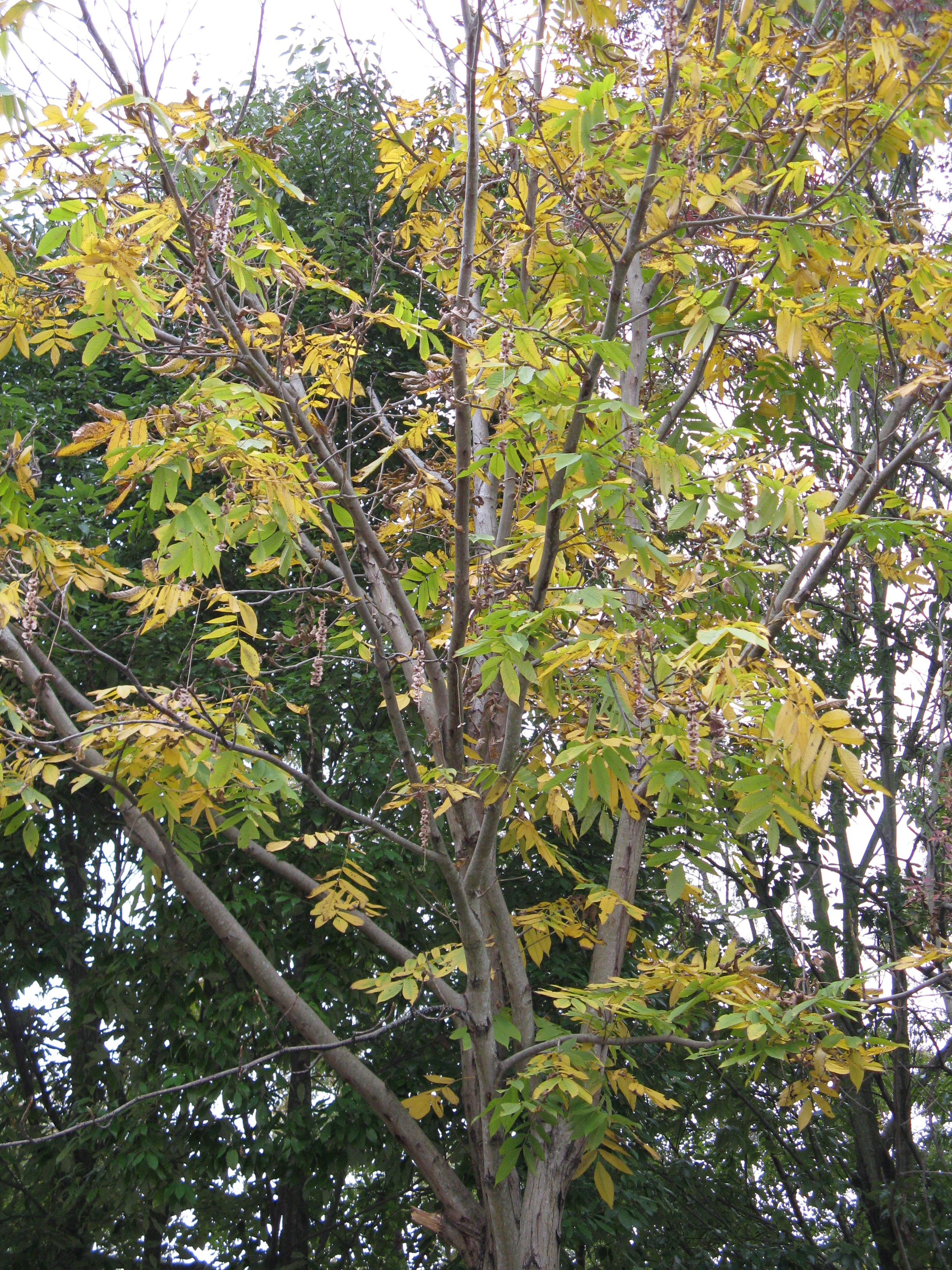
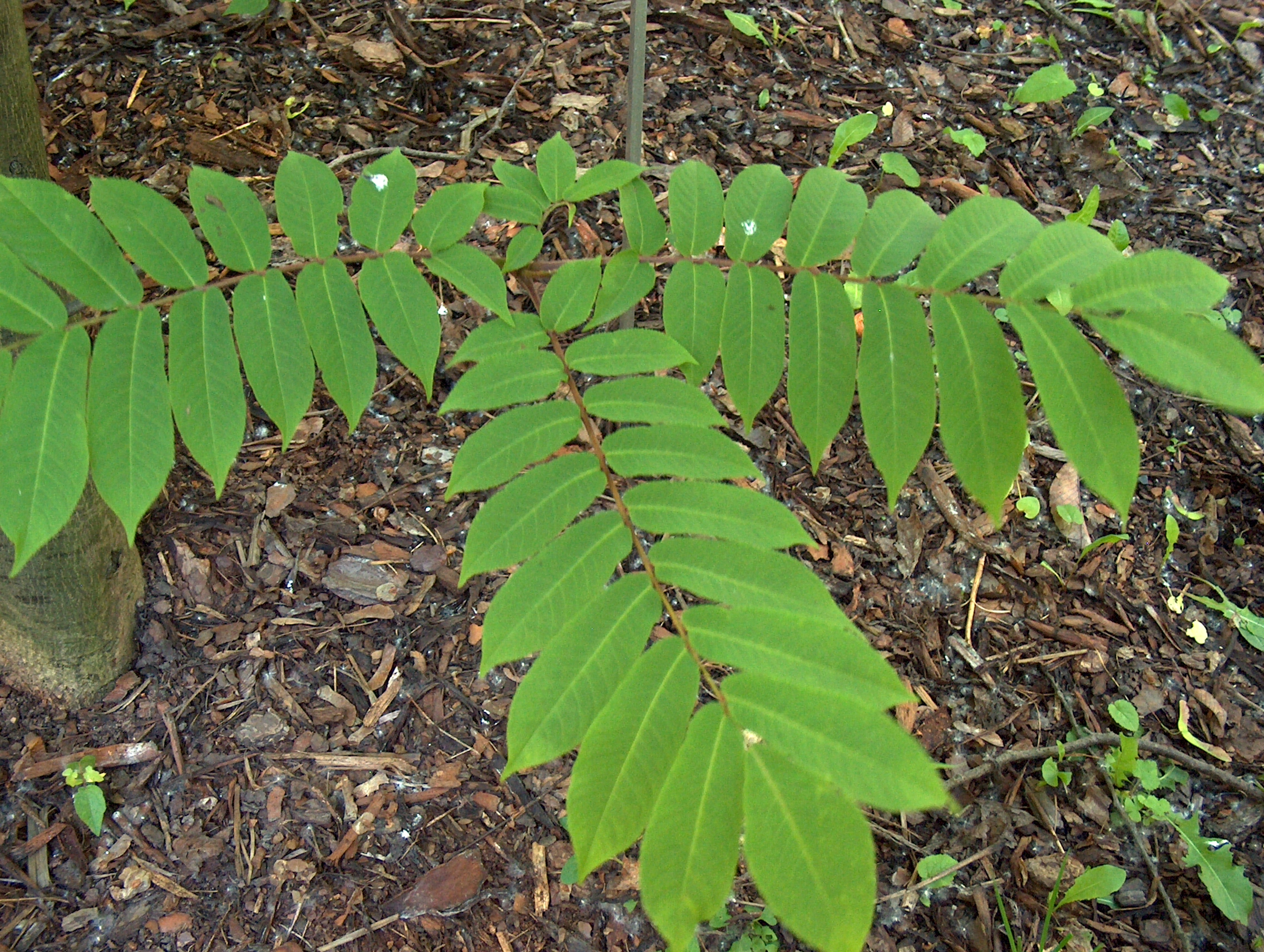
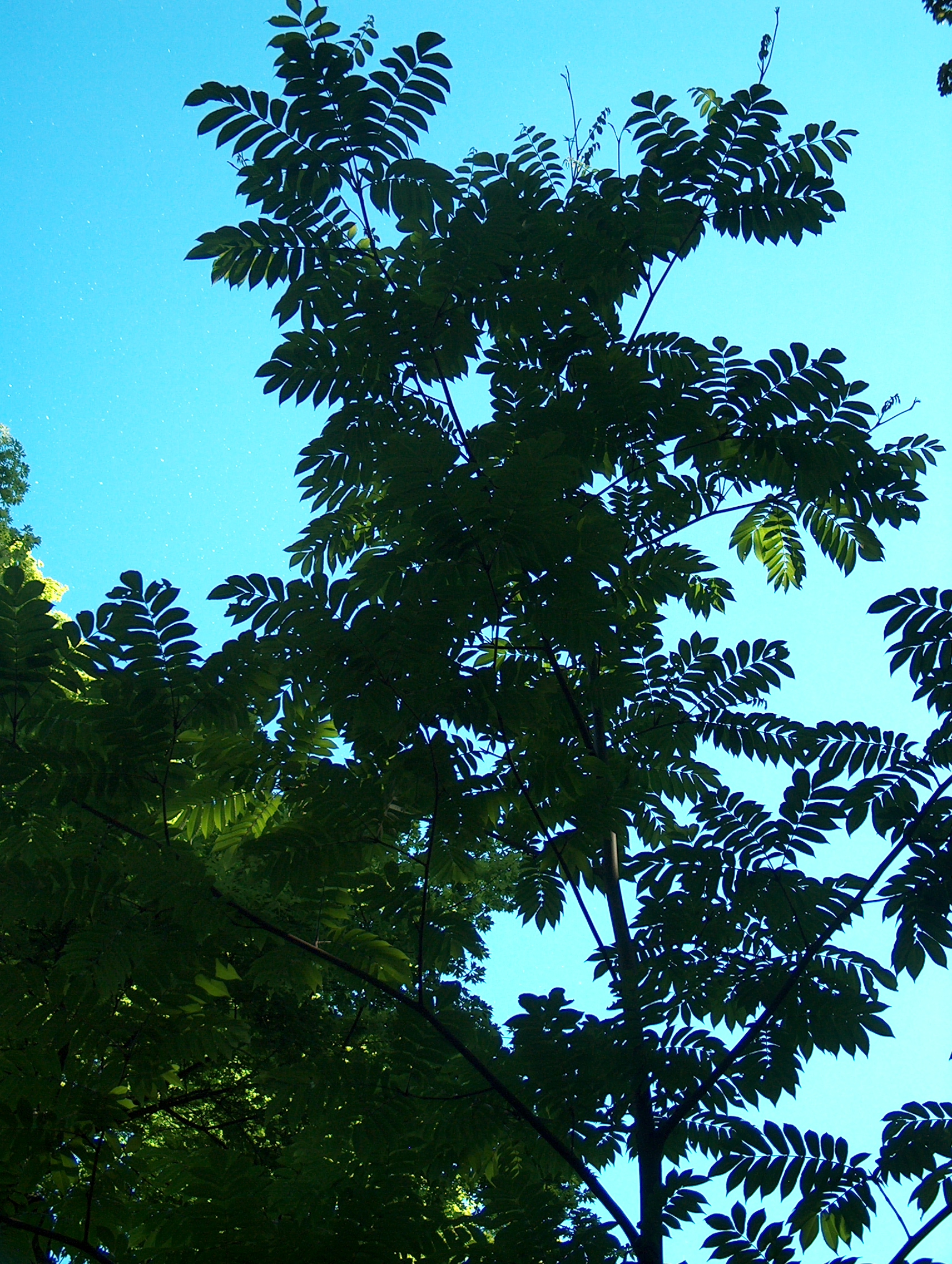